# DDR-Meisterschaften im Biathlon 1961
Die DDR-Meisterschaften im Biathlon wurden 1961 zum vierten Mal ausgetragen und fanden 24. März 1961 in Altenberg statt. DDR-Meister im Einzel wurde der Zinnwalder Peter Uhlig. In der Mannschaftswertung siegte die Vertretung des ASK Vorwärts Oberhof.

## 20-km-Einzelrennen
| Platz | Sportler         | Mannschaft           | Schießfehler | Zeit (h) |
| ----- | ---------------- | -------------------- | ------------ | -------- |
| 1     | Peter Uhlig      | SG Dynamo Zinnwald   | 4            | 1:56:47  |
| 2     | Lutz Schramm     | ASK Vorwärts Oberhof | 6            | 2:01:31  |
| 3     | Hans-Gert Jahn   | ASK Vorwärts Oberhof | 4            | 2:05:46  |
| 4     | Wolfgang Heider  | SG Dynamo Zinnwald   | 5            | 2:08:53  |
| 5     | Kurt Hinze       | ASK Vorwärts Oberhof | 6            | 2:10:17  |
| 6     | Wolfgang Böttner | ASK Vorwärts Oberhof | 2            | 2:11:39  |

## Mannschaftswertung
| Platz | Mannschaft           | Sportler      | Schießfehler | Zeit |
| ----- | -------------------- | ------------- | ------------ | ---- |
| 1     | ASK Vorwärts Oberhof | nicht bekannt |              |      |
| 2     |                      |               |              |      |
| 3     |                      |               |              |      |